# Alexander III. Dessewffy

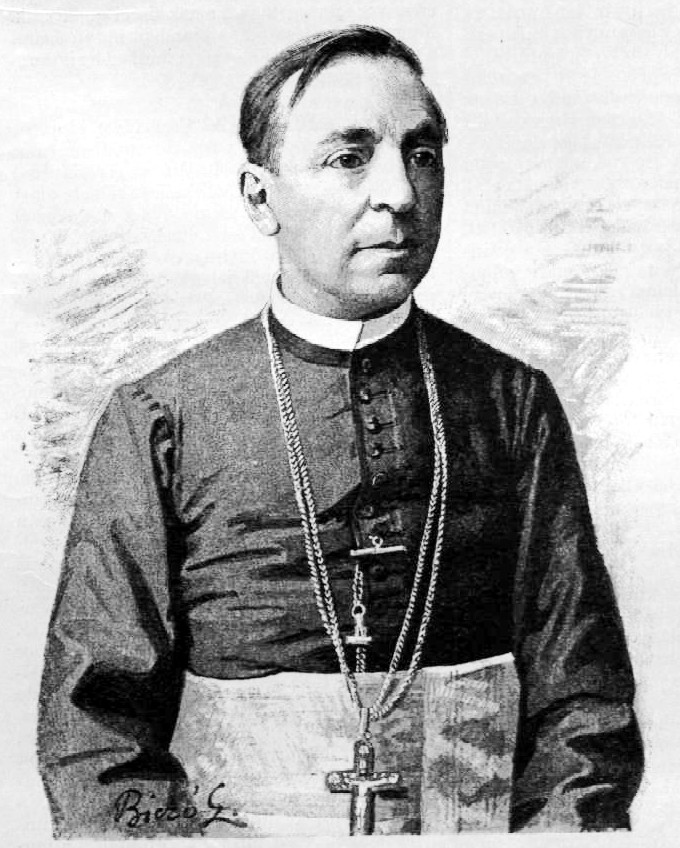
Alexander III. Dessewffy

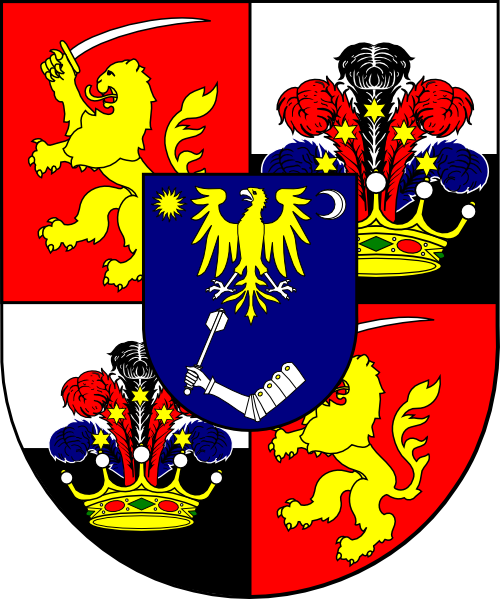
Wappen des Bischofs

Alexander III. Dessewffy (* 3. Juni 1834 in Pressburg, Ungarn; † 4. Dezember 1907 in Budapest, Ungarn) war Bischof der Csanáder Diözese.

## Leben

### Studium, Priester, Professor
Alexander Dessewffy besuchte das Gymnasium in Kleinszeben, Gyöngyös und Kaschau, wo er 1852 auch das Abitur ablegte. Von 1852 bis 1857 studierte er Theologie in Erlau und empfing am 9. August 1857 die Priesterweihe. Nachdem er zuerst als Kaplan in Erlau tätig gewesen war, arbeitete er als Professor am Erlauer juristisch-politisch-erzbischöflichen Lyzeum, wo er Philosophie und lateinische Sprache unterrichtete. Von 1866 bis 1868 war er als Professor an der Erlauer Rechtsakademie tätig und unterrichtete Rechtsgeschichte, Statistik, Finanzrecht und Administrationslehre. Von 1868 bis 1872 war er als Sekretär des Kaschauer Bischofs und von 1884 bis 1890 Domherr des Kaschauer Bistums tätig.

### Bischof
Am 4. Januar 1890 wurde Alexander Dessewffy zum Bischof von Temeswar berufen. Die Bischofsweihe spendete ihm am 31. August desselben Jahres der Kaschauer Bischof Sigismund Bubics. Am 24. September 1890 wurde er im Temeswarer Dom inthronisiert. Er weihte am 27. September 1896 in Anwesenheit von Kaiser Franz Joseph I. und den Königen von Rumänien und Serbien den Eisernen-Tor-Kanal. 1896 wurde er Wirklicher Geheimrat. Bischof Alexander Dessewffy führte dreimal große Wallfahrten nach Italien: Das erste Mal vom 5. Bis zum 11. April 1893 nach Rom, das zweite Mal 1900 nach Venedig, das letzte Mal 1904, als Pius X. Papst wurde. Er spendete große Summen zur Verschönerung der Temeswarer Bischofsresidenz.
Nach einem Schlaganfall verbrachte er die letzten drei Jahre seines Lebens in Budapest, wo er 1907 starb. Bischof Alexander Dessewffy wurde in der Temeswarer Domkrypta beigesetzt.